# El Paraíso, Matías Romero Avendaño
El Paraíso är en ort i Mexiko.   Den ligger i kommunen Matías Romero Avendaño och delstaten Oaxaca, i den sydöstra delen av landet, 500 km sydost om huvudstaden Mexico City. El Paraíso ligger 220 meter över havet och antalet invånare är 263.
Terrängen runt El Paraíso är platt västerut, men österut är den kuperad. Runt El Paraíso är det ganska glesbefolkat, med 28 invånare per kvadratkilometer. Närmaste större samhälle är Los Fresnos, 15,9 km väster om El Paraíso. Omgivningarna runt El Paraíso är en mosaik av jordbruksmark och naturlig växtlighet.